# Petkim Spor Kulübü
El Socar Spor es un equipo de baloncesto turco con sede en la ciudad de İzmir, que compite en la BSL, la primera división de su país. Disputa sus partidos en el  Aliağa Belediyesi ENKA Spor Salonu, con capacidad para 3000 espectadores.
El club fue fundado en 2013 por Petkim Petrokimya Holding A.Ş. (principal empresa petroquímica de Turquía). El club es patrocinado por SOCAR (empresa estatal energética y petroquímica de Azerbaiyán).

## Posiciones en liga
| - 2014 - (1-TB3L) - 2015 - (10-TB2L) - 2016 - (7-TBL) |

## Jugadores destacados
| - Kenan Bajramović - Sean Denison - Eyüp Ceyhun Ağba - Gurur Baybora - Kadir Cipa - Umut Durmuş - Çağdaş Erdoğan - Sercan Ergin - Burak Erol - Güven Esmer - Tufan Fındıklı - Barış Güney - Orhun Güngören - Ali Işık | - Gökhan Karabıyık - Polat Kaya - Adnan Önder Külçebaş - Yiğit Emre Mirza - Hüseyin Emir Nuriler - Orçun Okkalı - Özgün Önver - Serkan Özver - Umutcan Özyıldırım - Bora Paçun - Ulas Peker - Burak Şaşmaz - Cenk Şekeroğlu - Can Terzioğlu | - Sercan Topçu - Firat Toz - Sercan Tülek - Can Uzun - Melih Yıldız - T.J. Campbell - Taquan Dean - Alex Oriakhi - Martin Samarco - Josh Selby - Tyler Smith - Hakan Köseoğlu - Bambale Osby |